# National Premier Soccer League
Le National Premier Soccer League (NPSL) est une compétition nationale américaine de football amateur organisée par la Fédération des États-Unis de soccer (USSF).
Bien que la ligue est officiellement affiliée à l'USASA et est qualifiante pour la Coupe des États-Unis de soccer, la ligue est généralement considérée comme la quatrième division américaine de soccer au même niveau que l'autre grande ligue amateur du pays, la Premier Development League. Les trois divisions supérieures sont toutes professionnelles, il s'agit de la Major League Soccer (MLS), la North American Soccer League (NASL) et la United Soccer League (USL).
La devise de la ligue est « Une Ligue nationale à vocation régionale ». Certaines équipes sont d'anciens clubs de l'USL.

## Histoire
La NPSL débute en 2003 sous le nom de la Men's Professional Soccer League (MPSL), pour être le pendant masculin de la Women's Premier Soccer League. En 2005 la ligue est rebaptisée National Premier Soccer League. La ligue s'étend petit à petit vers l'Est jusqu'à 2008 et l'intégration de la première équipe de la côte est : les Stoners de Pennsylvanie.

## Format
La saison régulière se dispute de mai à juillet à l'exception de la région Ouest qui débute dès fin mars ou début avril. La saison régulière est disputée entre équipes d'une même conférence et compte généralement 12 matchs par équipe avec quelques différences selon les conférences.
Les meilleures équipes de chaque conférence dispustent à partir de juillet des séries éliminatoires (playoffs), d'abord régionales, puis nationales pour déterminer la meilleure équipe du pays lors d'une finale jouée en août.

## Palmarès et statistiques

### Palmarès de la NPSL
| Année | Vainqueur                                                  | Finaliste                                                  | Score                                                      |
| ----- | ---------------------------------------------------------- | ---------------------------------------------------------- | ---------------------------------------------------------- |
| 2003  | Sahuaros de l'Arizona                                      | Salt Ratz de l'Utah                                        | 2-1 a.p.                                                   |
| 2004  | Salt Ratz de l'Utah                                        | Sahuaros de l'Arizona                                      | 4-2                                                        |
| 2005  | Arsenal de Détroit                                         | Sol de Sonoma County                                       | 1-0                                                        |
| 2006  | Knights de Sacramento                                      | 56ers de Princeton                                         | 2-1                                                        |
| 2007  | Fusion de San Diego                                        | Queen City FC                                              | 1-0                                                        |
| 2008  | Stoners de Pennsylvanie                                    | TwinStars du Minnesota                                     | 3-0                                                        |
| 2009  | Sol de Sonoma County                                       | Admirals d'Erie                                            | 2-1                                                        |
| 2010  | Gold de Sacramento                                         | Chattanooga FC                                             | 3-1                                                        |
| 2011  | Jacksonville United                                        | Hollywood United                                           | 3-2                                                        |
| 2012  | Sonic de Lehigh Valley                                     | Chattanooga FC                                             | 1-0                                                        |
| 2013  | RVA FC                                                     | Sol de Sonoma County                                       | 2-0                                                        |
| 2014  | Red Bulls U23 de New York                                  | Chattanooga FC                                             | 3-1                                                        |
| 2015  | Cosmos B de New York                                       | Chattanooga FC                                             | 3-2 a.p.                                                   |
| 2016  | AFC Cleveland                                              | Sol de Sonoma County                                       | 4-2                                                        |
| 2017  | Express d'Elm City                                         | Midland-Odessa FC                                          | 5-0                                                        |
| 2018  | Miami FC 2                                                 | FC Motown                                                  | 3-1                                                        |
| 2019  | Miami FC                                                   | Cosmos B de New York                                       | 3-1                                                        |
| 2020  | Championnat abandonné en raison de la pandémie de Covid-19 | Championnat abandonné en raison de la pandémie de Covid-19 | Championnat abandonné en raison de la pandémie de Covid-19 |
| 2021  | Denton Diablos FC                                          | Tulsa Athletic                                             | 5-2                                                        |